# Maroun Bagdadi
Maroun Bagdadi (né le 21 janvier 1950 à Beyrouth et mort le 10 décembre 1993  dans la même ville) est un réalisateur et scénariste libanais.

## Biographie
Il suit des études à l'Université Saint-Joseph de Beyrouth puis à la Sorbonne ; il intègre l'IDHEC.
Maroun Bagdadi meurt en 1993 à l'âge de 43 ans à la suite d'une chute dans un escalier, alors qu'il y avait une panne de courant.

## Filmographie
- 1975 : Beyrouth, ô Beyrouth (Beyrouth ya Beyrouth)
- 1976 : Kafarkala, documentaire[1]
- 1976 : Salutations à Kamal Jumblatt (Tahiya ila Kamal Jomblat), documentaire[1]
- 1978 : La plus belle de toutes les mères (documentaire)[1]
- 1978 : Quatre-vingt-dix  (documentaire)[1]
- 1979 : Le martyr (al-Shahid) (documentaire)[1]
- 1979 : Histoire d'un village et d'une guerre (documentaire)[1]
- 1979 : Koullouna lil Watan (Tous pour la patrie) (documentaire)
- 1980 : Murmures (Whispers), avec Nadia Tuéni
- 1982 : Petites Guerres
- 1987 : L'Homme voilé
- 1991 : Hors la vie
- 1992 : La Fille de l'air

### Télévision
- 1988 : Le Pays du miel et de l'encens (dans la série Médecins des hommes)
- 1990 : Les Jupons de la Révolution : Marat

### Apparition
- 1982 : Chambre 666 de Wim Wenders (documentaire) : interviewé sur l'« avenir du cinéma »

## Récompenses et distinctions
- Prix du Jury ex æquo du Festival de Cannes 1991 pour Hors la vie.